# Râul Fărcășu
Râul Fărcășu este un curs de apă, afluent al râului Tazlăul Sărat. 